# FK Soevorovo
FK Soevorovo (Bulgaars: ФК Суворово) is een Bulgaarse betaaldvoetbalclub uit de stad Soevorovo, opgericht in 1945. In 2021 degradeerde de club na lange tijd uit de derde klasse. 